# Anand Panyarachun
Anand Panyarachun (in thai อานันท์ ปันยารชุน; 9 agosto 1932) è un politico, dirigente d'azienda e ambasciatore thailandese. È stato Primo ministro della Thailandia dal marzo 1991 al marzo 1992 e nuovamente dal giugno al settembre 1992.

## Biografia

### Infanzia ed educazione
Anand era il più giovane dei 12 figli di una ricca famiglia di origine mon da parte del padre e thai-cinese (hoklo) da parte della madre. Anand frequentò a Bangkok il Christian College e si trasferì quindi a Londra per studiare al Dulwich College. Intraprese gli studi universitari alla Cambridge University, dove si laureò con lode nel 1955.

### Carriera lavorativa
Anand fu per 23 anni diplomatico, molti dei quali come ambasciatore della Thailandia alle Nazioni Unite, in Canada, negli Stati Uniti e in Germania Ovest. Nel 1976 fu nominato segretario permanente al Ministero degli Esteri ed ebbe un ruolo importante nell'assicurare il ritiro delle truppe americane che erano state stanziate in Thailandia durante la guerra del Vietnam. Dopo il colpo di Stato del 1976, Anand fu ritenuto dai militari un filo-comunista, probabilmente per aver contribuito alla normalizzazione dei rapporti diplomatici tra la Thailandia e la Cina comunista. Nonostante le indagini a suo carico avessero messo in chiaro che il suo comportamento era stato irreprensibile, fu confinato ad incarichi di importanza secondaria; nel 1979 lasciò gli incarichi pubblici e iniziò a lavorare per i privati. Quello stesso anno divenne vice-presidente del gruppo Saha-Union e nel 1991 fu nominato presidente del Consiglio direttivo. Dal 1984 svolgeva nel frattempo la funzione di direttore della Siam Commercial Bank.

### Primo mandato di primo ministro
Fu eletto per la prima volta capo del governo il 2 marzo 1991, una settimana dopo il colpo di Stato organizzato dalla giunta militare nota come Consiglio nazionale per il mantenimento della pace, capeggiata dai generali Sunthorn Kongsompong e Suchinda Kraprayoon. Prese così il posto del destituito Chatichai Choonhavan, che nel 1988 era stato il primo capo di governo eletto democraticamente dopo 12 anni di dittatura militare.
Anand, in buoni rapporti con la casa reale e rispettato sia in ambito burocratico che finanziario, fu accettato dal popolo e dalla comunità internazionale. Considerato astuto e disciplinato, non era mai stato associato ad alcuno scandalo finanziario. Appena fu nominato primo ministro, dichiarò di essere contrario all'operato della giunta militare e di voler governare in modo indipendente. Suggerì la liberazione del predecessore Chatichai non appena fu formato il Consiglio dei ministri.
Durante il suo primo mandato fu approntata la nuova Costituzione caldeggiata dai militari e furono fissate nuove elezioni per il 22 marzo 1992. Dopo il voto, una coalizione di partiti scelse come primo ministro il generale Suchinda Kraprayoon, che fu nominato il 7 aprile 1992 malgrado non fosse stato eletto. La nomina fu possibile grazie a un articolo della nuova Costituzione, che autorizzava l'elezione a capo del governo anche per chi non era stato eletto.

### Secondo mandato
Subito si scatenarono le proteste delle opposizioni, che aumentarono di intensità fino alle manifestazioni represse nel sangue del maggio 1992, dopo le quali Suchinda fu costretto a rassegnare le dimissioni e la Costituzione fu modificata secondo le richieste delle opposizioni. La carica di primo ministro fu temporaneamente affidata al suo vice Meechai Ruchuphan fino al 10 giugno, quando fu nuovamente nominato primo ministro Anand Panyarachun. Era stata sottoposta al re Rama IX la candidatura di Somboon Rahong del partito Nazione Thai, ma il sovrano si era rifiutato di nominarlo. Il 10 giugno fu scelto l'apartitico e liberale Anand contraddicendo paradossalmente la nuova costituzione modificata, poiché Anand non era un deputato del Parlamento. Era comunque un personaggio accettabile da tutte le parti, la sua nomina fu votata all'unanimità e accolta con sollievo anche dagli oppositori della giunta.
I ministri del suo gabinetto furono principalmente dei tecnocrati che già erano stati coinvolti con incarichi governativi nel suo primo mandato. Si pose come obiettivo il risanamento dell'economia, l'organizzazione di libere elezioni e la rimozione dal loro incarico di comandanti al vertice delle gerarchie militari. La legge per il mantenimento della pace interna, che aveva reso possibile l'uso della forza contro i dimostranti, fu abolita il 29 giugno e il 1º agosto furono rimossi dai loro incarichi il maresciallo dell'aria Kaset e i generali dell'esercito Issarapong e Chainarong. Dopo le elezioni del 13 settembre 1992, il posto di primo ministro fu assegnato a Chuan Leekpai, leader del Partito Democratico che aveva vinto le consultazioni.

### Incarichi dopo l'esperienza in politica
Anand tornò ad essere presidente del gruppo Saha-Union dopo le lezioni del 1992. Durante il suo secondo mandato, il gruppo aveva ricevuto l'appalto per un grande produttore indipendente di energia. Rassegnò le dimissioni nel 2002.

#### Assemblea costituente
Nel 1996 fu eletto membro dell'assemblea costituente e presidente del comitato incaricato di redigere quella che divenne famosa come la "Costituzione del popolo" del 1997, per questo suo impegno gli fu assegnato il premio Magsaysay come "Uomo dell'anno 1997". La Costituzione fu abrogata con il colpo di Stato del 2006 che pose fine alla carriera politica di Thaksin Shinawatra, il quale per un periodo ricevette l'appoggio di Anand. Molte furono le riforme garantite da questa costituzione, tra le quali:
- Decentralizzazione del governo, che comprendeva l'istituzione di elette Organizzazioni amministrative di tambon. Anche le amministrazioni scolastiche furono decentralizzate, malgrado il ritardo dovuto alle resistenze degli insegnanti.
- Istituzione di diverse agenzie governative indipendenti, tra cui la Commissione elettorale, l'Ufficio del revisore legale generale e la Commissione nazionale per i diritti umani
- L'obbligo dei candidati al Parlamento di avere almeno un bachelor's degree
- Meccanismo per aumentare la stabilità politica favorendo i grandi partiti a discapito dei piccoli

#### Commissione di riconciliazione nazionale
Nel marzo 2005, Anand fu nominato presidente della Commissione di riconciliazione nazionale, con l'obiettivo di riportare la pace rispetto all'insurrezione nella Thailandia del Sud. Fu particolarmente critico contro il governo di Thaksin per quella che riteneva la maldestra gestione della crisi in quella regione. I risultati della Commissione furono resi pubblici nel giugno del 2006, e le raccomandazioni proposte furono: l'introduzione della legge islamica, fare dell'idioma malese-jawi di Pattani la lingua ufficiale della regione, nonché l'istituzione di una forza di pace senza armi e di un Centro amministrativo strategico per la pace nelle province della frontiera meridionale. Le proposte furono respinte dall'influente generale Prem Tinsulanonda, che dichiarò: "Non possiamo accettare la proposta perché siamo thai, il Paese è la Thailandia e la lingua è il thai... Dobbiamo essere orgogliosi di essere thai e di avere il thai come unica lingua".

#### Altre occupazioni
Altri importanti incarichi ricevuti da Anand sono stati:
- membro della Commissione Trilaterale e della Commissione internazionale di consulenza per l'American International Group.
- membro del Carlyle Group e del Consiglio di consulenza del Carlyle Group per la regione Asia-Pacifico.[16]
- ambasciatore dell'UNICEF per la Thailandia dal 1996. Nel 2003, l'allora segretario dell'ONU Kofi Annan lo pose alla presidenza della Commissione di alto livello per le minacce, le sfide e i cambiamenti delle Nazioni Unite, incaricata di fornire proposte per possibili riforme dell'ONU.
- Fondatore e presidente del Kenan Institute Asia, organizzazione no-profit per le esigenze di sviluppo della Subregione del grande Mekong con il partenariato di organizzazioni thailandesi e statunitensi.

## Onorificenze

### In Thailandia
Diverse furono le onorificenze assegnategli in Thailandia:
- 1967 -  Medaglia con monogramma reale di re Rama IX (terza classe)
- 1968 -  Cavaliere Commendatore di Prima Classe grado minore dell'Illustrissimo Ordine di Chula Chom Klao
- 1977 -  Cavaliere di Gran Croce Classe Speciale dell'Elevatissimo Ordine dell'Elefante Bianco
- 1988 -  Cavaliere di Classe Speciale con Gran Cordone del Nobilissimo Ordine della Corona di Thailandia
- 1991 -  Cavaliere Gran Commendatore di Seconda Classe grado maggiore dell'Illustrissimo Ordine di Chula Chom Klao
- 1991 -  Cavaliere di Gran Croce Classe Speciale con Gran Cordone dell'Elevatissimo Ordine dell'Elefante Bianco
- 2003 -  Cavaliere di Gran Croce di Prima Classe dell'Ordine del Direkgunabhorn

### All'estero
- 1961 -  Commendatore dell'Ordine al merito della Repubblica italiana
- 1970 -  Medaglia di Grand Gwanghwa dell'Ordine al Merito del Servizio Diplomatico della Corea del Sud
- 1971 -  Bintang Jasa Utama di Indonesia
- 1990 -  Grand Ufficiale dell'Ordine della Corona (Belgio)
- 1991 -  Grande Cordone dell'Ordine del Sol Levante del Giappone
- 1996 -  Cavaliere Commendatore Onorario dell'Ordine dell'Impero Britannico nel Regno Unito
- 2007 -  Commendatore di Gran Croce del Reale Ordine della Stella Polare in Svezia[17]